# Agrochola nigrodentata
Agrochola nigrodentata là một loài bướm đêm trong họ Noctuidae.